# Чемпіонат Польщі з хокею 1931
Чемпіонат Польщі з хокею 1931 — 5-й чемпіонат Польщі з хокею, матчі фінальної частини проходили у місті Катовиці, чемпіоном став клуб АЗС Варшава (5-й титул).

## Попередній етап

### Група А
| М  | Команда         | І | Ш   | О |
| -- | --------------- | - | --- | - |
| 1. | «Легія» Варшава | 3 | 6:1 | 6 |
| 2. | АЗС Познань     | 3 | 2:1 | 4 |
| 3. | Краковія Краків | 3 | 5:7 | 2 |
| 4. | Лехія (Львів)   | 3 | 2:6 | 0 |

### Група В
| М  | Команда        | І | Ш    | О |
| -- | -------------- | - | ---- | - |
| 1. | Погонь (Львів) | 3 | 10:1 | 6 |
| 2. | Чарні (Львів)  | 2 | 4:4  | 2 |
| 3. | АЗС Вільнюс    | 3 | 1:3  | 2 |
| 4. | ТКС Торунь     | 2 | 1:8  | 0 |

### Кваліфікація
- АЗС Познань — Чарні (Львів) 7:0

## Фінальний раунд
| М  | Команда         | І | Ш   | О |
| -- | --------------- | - | --- | - |
| 1. | АЗС Варшава     | 3 | 5:1 | 5 |
| 2. | «Легія» Варшава | 3 | 2:0 | 5 |
| 3. | АЗС Познань     | 3 | 2:4 | 2 |
| 4. | Погонь (Львів)  | 3 | 2:6 | 0 |

### Фінальний матч
- АЗС Варшава — «Легія» Варшава 1:0